# Godfarfossen
Godfarfossen er et vandfald i Numedalslågen i Viken fylke i Norge på grænsen mellem kommunerne Nore og Uvdal og Hol. Vandfaldet udgør den nederste del af Dagalifallene og ligger mellem Nedre Svangtjern og den stærkt regulerede Pålsbufjorden. Den består af en række mindre vandfald og stryg med en total faldhøjde på 34 meter over en strækning på en kilometer.
Selskabet Godfarfoss Kraft AS har søgt koncession til bygning af et vandkraftværk på stedet.